# 柴田太郎 (建築家)
柴田 太郎（しばた たろう、1901年 - 1984年）は、日本の建築家。遠藤新に建築を学ぶことによって、フランク・ロイド・ライトの思想に触れる。地元である長野県を中心に設計活動を展開した。

## 作品
- 正木邸（1930年 長野・上諏訪 現存）
- 藤原氏別邸（1935年 長野・上諏訪 現存）
- 茅野自転車店（長野・上諏訪 現存）